# Die Wilden Kerle – Die Legende lebt!
Die Wilden Kerle – Die Legende lebt! ist ein Kinderfilm von Joachim Masannek aus dem Jahr 2016. Der Film stellt den sechsten Teil der Die Wilden Kerle-Filmreihe dar, hat jedoch andere Hauptdarsteller als die ersten fünf Teile. Die Hauptrollen werden von den Kinderdarstellern Michael Sommerer, Aaron Kissiov, Stella Pepper, Bennet Meyer, Ron Antony Renzenbrink und Vico Mücke belegt.
Der Film kam am 11. Februar 2016 in die deutschen Kinos.

## Handlung
Leo, sein Bruder Elias, Finn, Oskar, Joshua, Müller und Matze sind vom Fußball besessen. Sie haben schon oft von der Legende der „Wilden Kerle“ gehört, die angeblich im Teufelstopf gespielt haben sollen, glauben jedoch nicht daran. Als sie jedoch eine mysteriöse Landkarte finden und dann auch noch auf Willi, den alten Trainer der Wilden Kerle treffen, ist ihnen klar, dass es sich um kein Märchen gehandelt hat.
Willi erklärt ihnen, dass der dicke Michi und seine Fußballmannschaft, die Galaktischen Sieger, nach dem Sieg der Wilden Kerle ein zehn Jahre langes Platzverbot für den Teufelstopf erhielten. Diese zehn Jahre sind in zehn Tagen vorbei und sollte sich keine Mannschaft finden, die die Galaktischen Sieger wieder besiegen kann, wird der dicke Michi wieder Zutritt zum Teufelstopf erhalten. Dies wollen die neuen wilden Kerle mit allen Mitteln vermeiden und beginnen ein hartes Training, um die Galaktischen Sieger besiegen zu können.

## Hintergrund
Bereits im Februar 2014 schrieb Regisseur Masannek an einem 6. Teil der Die Wilden Kerle-Filmreihe. Der Film wurde vom 30. Juni 2015 bis Ende August 2015 in Kirchham in Bayern gedreht. Jimi Blue Ochsenknecht, Wilson Gonzalez Ochsenknecht, Sarah Kim Gries, Raban Bieling, Kevin Iannotta, Leon Wessel-Masannek, Marlon Wessel, Adnan Maral und Rufus Beck sind in Nebenrollen als ihre Charaktere aus den vorherigen Filmen zu sehen.
Die Premiere fand am 31. Januar 2016 im Mathäser Filmpalast in München statt; der deutschlandweite Kinostart erfolgte am 11. Februar 2016.

## Kritik
Der Film erhielt gemischte Kritiken. Kritisiert wurde, dass der Film einen sehr ähnlichen Handlungsstrang wie der erste Teil der Die Wilden Kerle-Reihe aufweist.
Christian Gertz von der filmstarts.de-Redaktion sagte in seinem Fazit zum Film: „Neue Kerle, alte Schwächen: Mit dem Reboot der äußerst erfolgreichen Reihe zieht Autor und Regisseur Joachim Masannek einmal mehr sein Ding durch.“
Anna Wollner von kino-zeit.de befand ihn als „so aus-erzählt und über-ausgestattet, dass er sich selbst jeder Phantasie beraubt und seinen eigenen Rhythmus nicht findet. [Der Film] geht an seiner Selbstreflexion zugrunde, er erstickt jeden Anflug von Authentizität und kindlichem Spieltrieb im Keim.“